# Massaker von Hebron (1929)
Das Massaker von Hebron (hebräisch טֶבַח חֶבְרוֹן Ṭevach Chevrōn; arabisch مذبحة الخليل, DMG Maḏbaḥat al-Ḫalīl) war die Ermordung von 67 Juden durch Teile der arabischen Bevölkerung Hebrons. Vorausgegangen waren Unruhen zwischen den verfeindeten jüdischen und arabischen Nationalbewegungen während der britischen Mandatszeit. Das Massaker ereignete sich am 23. und 24. August 1929 und führte zur vollständigen Vertreibung der Juden aus Hebron. Das Ereignis war Teil der Ausschreitungen in Palästina 1929, in deren Verlauf vom 23. bis 29. August 1929 insgesamt 116 Araber und 133 Juden ermordet wurden. Der Historiker James Barr nennt die Zahl von 580 Verletzten in ganz Palästina.

## Vorgeschichte
Von den rund 20.000 Einwohnern, die 1929 in Hebron lebten, bildeten etwa 800 die jüdische Gemeinschaft. Diese bestand vor allem aus sephardischen Juden, die in Hebron schon seit Jahrhunderten friedlich mit ihren arabischen muslimischen oder christlichen Nachbarn zusammenlebten. Seit Mitte des 19. Jahrhunderts wuchs auch der Anteil europäischer Juden in Hebron, was besonders nach Beginn der britischen Mandatszeit und der zunehmenden Spannungen zwischen Zionisten und arabischen Nationalisten für Konflikte sorgte. Diese äußerten sich in vereinzelten Angriffen vor allem jugendlicher Araber auf jüdische Geschäfte, Störungen jüdischer Gebete in der Machpela-Höhle und anderen Pöbeleien. Hebron galt jedoch als vergleichsweise ruhig und unproblematisch, was ein Grund dafür war, dass die Hebroner Juden im Gegensatz zu Juden in anderen Städten des Mandatsgebiets keine Maßnahmen zur Selbstverteidigung vorbereitet hatten.

## Auslöser
In Jerusalem eskalierte im August 1929 ein Streit um die Nutzung der Klagemauer. Dies hatte vor allem politische Gründe. Die beiden verfeindeten Nationalbewegungen der Juden und Araber hatten die Klagemauer gleichermaßen zum Prestigeobjekt erklärt und hielten dort Kundgebungen und Demonstrationen ab, die wiederum Gegendemonstrationen hervorriefen und zu blutigen Zusammenstößen führten. Am 23. August reisten Tausende bewaffneter arabischer Bauern vermutlich auf Initiative des „Großmuftis“ und arabischen Nationalisten Mohammed Amin al-Husseini aus dem Jerusalemer Umland in die Stadt, um an einer Veranstaltung auf dem Tempelberg teilzunehmen. Nachdem nationalistische Redner die Menge aufgeheizt hatten, begannen schwere Krawalle und willkürliche Übergriffe auf jüdische Passanten. Jüdische Nationalisten antworteten mit nicht minder willkürlichen Racheakten. Beide Seiten setzten dabei auch Schusswaffen ein. Die britische Polizei hatte die Lage unterschätzt und zu spät Verstärkung angefordert, weshalb die Unruhen in der Stadt vorübergehend außer Kontrolle gerieten.

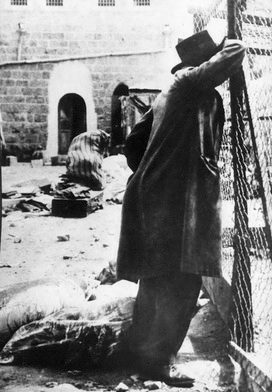
Jüdischer Bewohner Hebrons nach dem Massaker

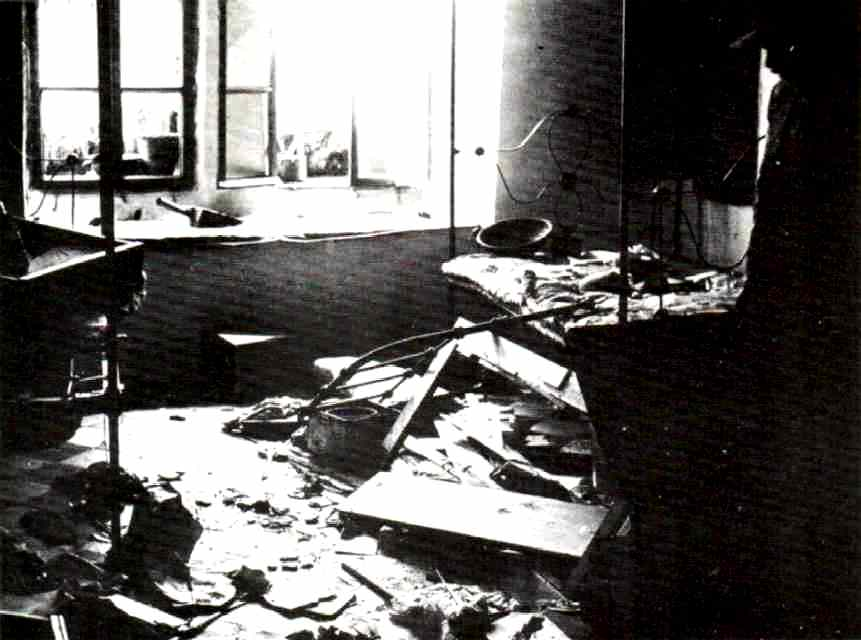
Zerstörtes Haus in Hebron

## Das Massaker
In zahlreichen arabischen Dörfern und Städten wurde zeitgleich das Gerücht verbreitet, in Jerusalem seien Zionisten über betende Muslime hergefallen und hätten heilige islamische Stätten unter ihre Kontrolle gebracht. Während sich ein Teil einer aufgebrachten Menge in Hebron auf den Weg nach Jerusalem machte, kam es am 23. August zu ersten Übergriffen auf Hebroner Juden. Die Polizeikräfte, die auch in Hebron unterbesetzt waren, bezogen Stellung vor jüdischen Häusern und befahlen den Bewohnern, nicht ins Freie zu treten. Für den polnischstämmigen Jeschiwa-Studenten Schmuel Halewi Rosenholz kam die Anweisung zu spät. Er wurde auf offener Straße von Arabern gelyncht und war damit das erste Todesopfer. Am Abend und in der Nacht kehrte vorübergehend Ruhe ein. Der leitende Offizier von Hebron, der Brite Raymond Cafferata, versuchte in der Nacht Verstärkung anzufordern, erhielt jedoch die Antwort, dass aufgrund der Krawalle in Jerusalem niemand abkömmlich sei.
Am 24. August gegen 9:00 Uhr begann ein mit Beilen und Messern bewaffneter arabischer Mob, jüdische Häuser in Hebron zu stürmen und jüdische, teilweise aber auch arabische Geschäfte zu plündern. Cafferata gab den Befehl, in die Menge zu schießen, was zunächst ohne Wirkung blieb. Erst als die Polizisten dem Mob in die Häuser folgten, ebbte die Gewalt langsam ab. Unter den 67 ermordeten Juden waren vor allem aschkenasische Männer, aber auch 12 Frauen und drei Kleinkinder unter fünf Jahren. Die Leichen waren zum Großteil verstümmelt, viele wurden vor ihrem Tod gefoltert, zahlreiche Frauen vergewaltigt. Zu den neun getöteten Arabern zählte auch ein arabischer Polizist, der sich an den Gräueltaten beteiligte und von Cafferata erschossen wurde, als er im Begriff war, eine Jüdin mit einem Dolch zu töten.
Mehr als 400 Hebroner Juden wurden nicht durch die unterbesetzte britische Polizei, sondern durch arabische Nachbarn gerettet. So schrieb einer der Überlebenden an John Robert Chancellor, damals Hochkommissar für Palästina und Transjordanien, dass ohne die Araber, die die Juden verteidigt hätten, keiner von ihnen überlebt hätte. Die arabischen Familien versteckten 435 jüdische Nachbarn in ihren Häusern, teilweise auch unter Gefährdung des eigenen Lebens.

## Folgen und Urteile
Die überlebenden Hebroner Juden wurden aus der Stadt evakuiert und mussten ihre Häuser und alles, was sie nicht tragen konnten, zurücklassen. Das Bestreben einiger Überlebender, nach Hebron zurückzukehren, wurde von den Briten aus Sicherheitsgründen abgelehnt. Auch um Entschädigungen bemühten sich die Opfer vergebens. Die juristische Aufarbeitung der Vorfälle durch die Briten war von der Angst geprägt, die Urteile könnten neue Unruhen hervorrufen. So verlangte der Hochkommissar für das Mandatsgebiet für Palästina, John Robert Chancellor, von der Justiz eine politisch ausgewogene Entscheidung. Das Gericht kam seinem Wunsch nach und verzichtete sowohl bei der Beurteilung der Jerusalemer Unruhen als auch bei der Beurteilung der Massaker von Hebron und Safed auf konkrete Schuldzuweisungen. Dabei war aus den Aussagen von Cafferata und anderen beteiligten Polizisten klar hervorgegangen, dass arabische Führer in Hebron gezielt Gerüchte verbreiteten und nationalistische Reden hielten, um die Stimmung aufzuheizen und die Menge gegen Juden aufzubringen. Auch sagte Cafferata aus, einige lokale Clanführer aus dem Hebroner Umland hätten berichtet, Mohammed Amin al-Husseini habe von ihnen unter Strafandrohung verlangt, ihre Dorfangehörigen zu bewaffnen und sich an den Unruhen zu beteiligen.
Sanktioniert wurden letztendlich nur Einzeltäter. Von 25 wegen Mordes zum Tode verurteilten Arabern wurden drei hingerichtet. Die Todesstrafen der anderen wurden in lebenslange Haftstrafen umgewandelt. Zwei Juden wurden ebenfalls zum Tode verurteilt. Auch ihre Strafen wurden umgewandelt. Viele Täter des Massakers von Hebron konnten nicht ermittelt werden.
Wenige Tage später kam es im Zuge der landesweiten Unruhen in Safed zu einem Pogrom, bei dem 18 bis 20 Juden getötet wurden.